# Pravia (parroquia)
Pravia es una parroquia del concejo homónimo, en el Principado de Asturias (España). Ocupa una extensión de 11,44 km² y alberga una población de 6660 habitantes.(INE 2011)

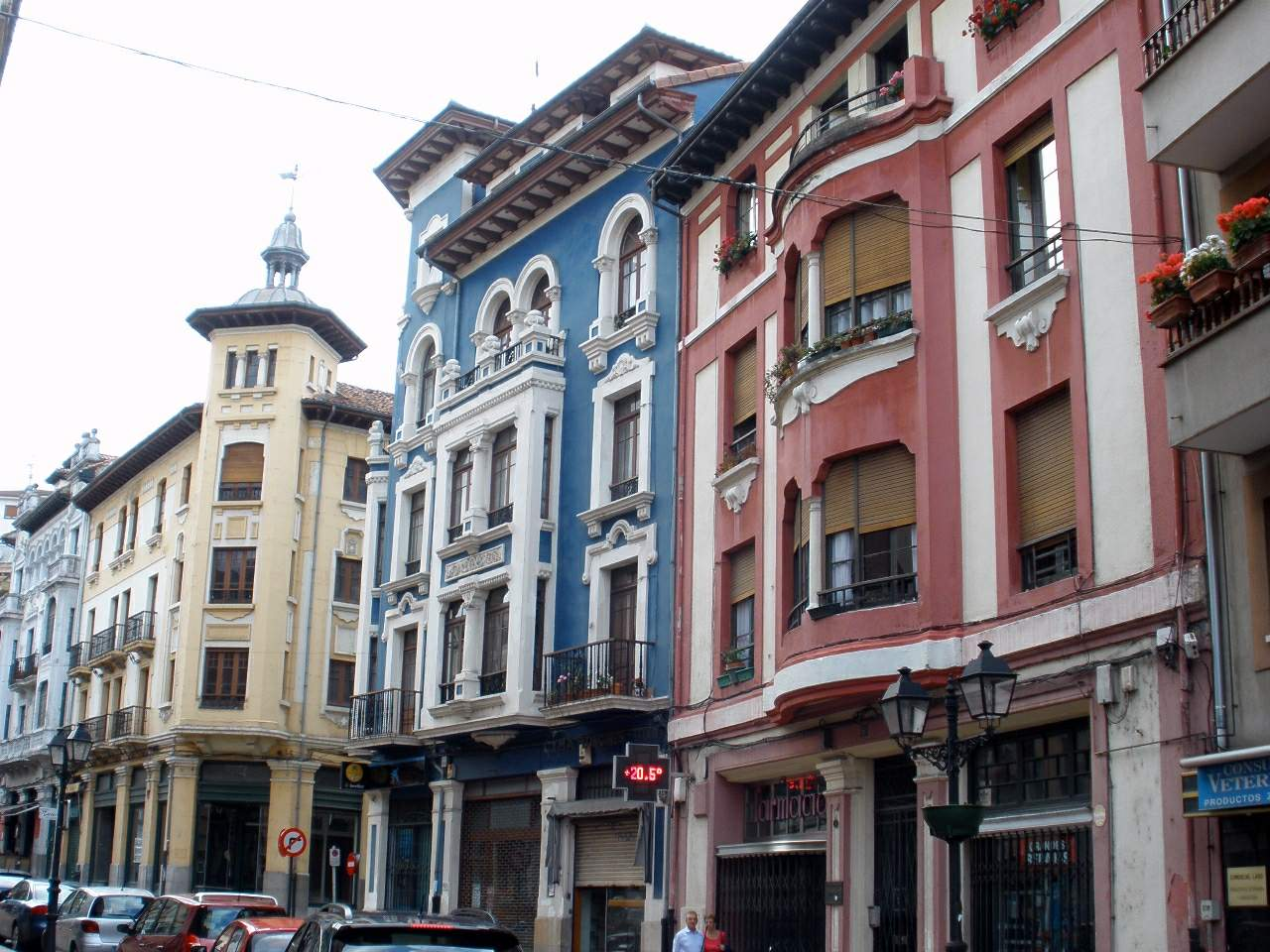
Una calle de Pravia

Se sitúa en la zona central del concejo y limita al norte y al este con la parroquia de Santianes; al sur con las de Pronga, Quinzanas y Corias; al suroeste con la de Sandamías; al oeste con la de Selgas; y al noroeste con la de Escoredo.
El templo parroquial está dedicado a Santa María.

## Poblaciones
Según el nomenclátor de 2023 la parroquia está formada por las poblaciones de:
- Agones (lugar): 472 habitantes
- El Cabrón (lugar): 1 habitante
- Cadarienzo (Cadarienzu, aldea): 14 habitantes
- Campasola (lugar): 5 habitantes
- Cañedo (Cañéu, lugar): 113 habitantes
- Corralinos (aldea): 30 habitantes
- Forcinas (aldea): 116 habitantes
- Peñaullán (Pinullán, aldea): 337 habitantes
- Prahúa (Praúa, lugar): 104 habitantes
- Pravia (villa): 4718 habitantes